# Marnixraam
Het Marnixraam (1940) is een gedenkraam in de Pieterskerk in de Nederlandse stad Leiden.

## Achtergrond
In de tweede helft van de jaren 1930 werden er in Nederland en België diverse activiteiten georganiseerd ter herdenking van de 400e geboortedag van Filips van Marnix van Sint-Aldegonde (1540-1598), raadgever van Willem van Oranje en mogelijk schrijver van het Wilhelmus. Er was onduidelijkheid over het jaar van Marnix' geboorte, waardoor de verschillende vieringen plaatsvonden vanaf 1937. In Nederland werd in februari 1939 een nationaal comité opgericht voor de herdenking. Voorzitter van het comité was prof. dr. A.A. van Schelven, predikant en hoogleraar aan de Vrije Universiteit. Tot het erecomité behoorden notabelen als Hendrikus Colijn, Frans Beelaerts van Blokland, Jan Rudolph Slotemaker de Bruine en Herman van Karnebeek, koningin Wilhelmina was beschermvrouwe. Het comité wilde in de zomer van 1940 een monument laten oprichten in Leiden, waar Marnix heeft gewoond en stierf, en lokale herdenkingsactiviteiten bijstaan. Al snel werd besloten dat het monument zou bestaan uit een gebrandschilderd raam in de Pieterskerk, waar Marnix ligt begraven. De kunstenaars Willem van Konijnenburg, Carel Adolph Lion Cachet en Georg Rueter werd gevraagd met een ontwerp te komen. Rueter kreeg uiteindelijk de opdracht. Hij ontwierp eerder onder meer het Zeeuwse raam (1932) en het Prins Willemraam (1933) voor de Nieuwe Kerk in Delft. De Koninklijke Begeer sloeg een door Han Wezelaar ontworpen gedenkpenning, in samenwerking met het comité en de Vereniging voor Penningkunst, die werd geschonken aan iedereen die minimaal 50 gulden bijdroeg voor de totstandkoming van het Marnixraam.

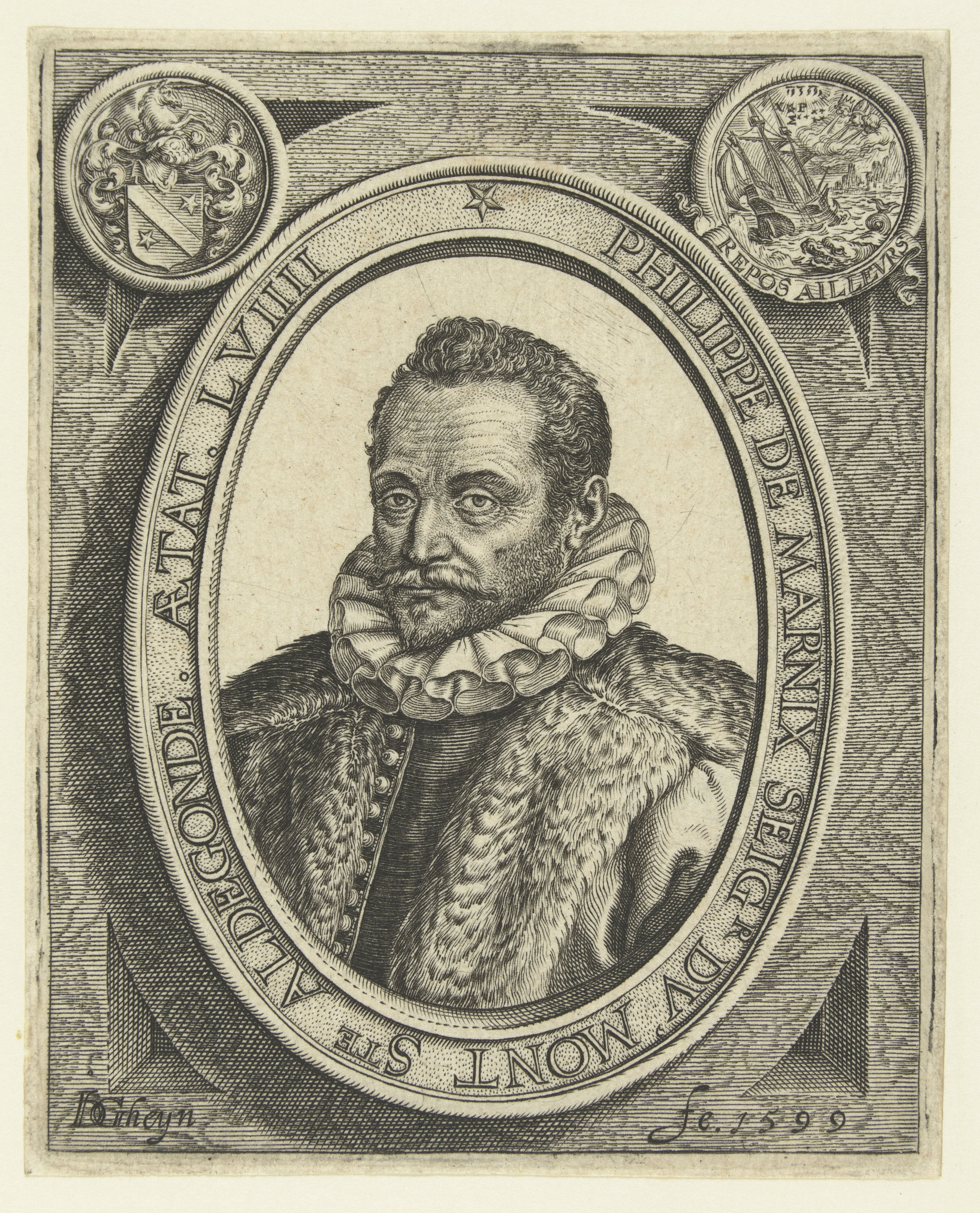
Portret van Marnix van St. Aldegonde door Jacob de Gheyn (II).

Rueter ontwierp een raam waarin Marnix en Willem van Oranje ten voeten uit worden weergegeven. Hij gebruikte voor Marnix een portret van Jacob de Gheyn (II) en voor Willem I een portret van Cornelis de Visscher (I). Aanvankelijk stond Marnix links (voor de kijker) en Van Oranje rechts, op verzoek van het comité werd dat omgedraaid. Beide mannen staan te midden van wapens van steden en de twee provincies waarmee Marnix een band had. Het scheepje in de storm boven beide heren en andere symboliek in de kop van het venster, verwijst naar Marnix als geleerde en gelovige en refereert onder meer aan zijn Bijbelvertalingen.
In maart 1940 meldde het comité dat er, door oorlogsomstandigheden, te weinig geld binnen kwam voor het Marnixraam. De familie Van Boetzelaer, nazaten van Marnix' dochter, en het Leidsch Studentencorps sprongen bij. Het alliantiewapen van de familie Van Boetzelaer-Van Marnix en het wapen van het corps werden daarom aan het raam toegevoegd. Met de toevoeging van het opschrift Academie Lugduno Batavia 1575-1940 wordt met het raam ook het 365-jarig bestaan van de Leidse universiteit herdacht. Het raam werd uitgevoerd op het glasatelier van Willem Bogtman in Haarlem.
In september 1940, vier maanden na de Duitse inval, werd het Marnixraam onthuld. Het had een centrale plaats in de kooromgang gekregen. Vanwege de oorlog had de plechtigheid een sober karakter. Prof. dr. Van Schelven, voorzitter van het nationaal comité, sprak over Marnix als nationaal figuur. Prof. dr. J. de Vries beschreef hem als letterkundig figuur. Daarna werd het raam onthuld door mevrouw S.A.W. van de Sande Bakhuyzen-Gericke, vrouw van burgemeester Adriaan van de Sande Bakhuyzen. Zij ontving een zilveren uitvoering van de Marnix-gedenkpenning. Enkele dagen na de onthulling werd het Marnixraam uit het venster gehaald en veilig opgeborgen, uit angst voor beschadiging door bombardementen. Het werd herplaatst in de zomer van 1945, na de bevrijding van de Duitse bezetting.

## Beschrijving
Het Marnixraam bestaat uit een vierlicht met elk zeven panelen. Het is gevat in een gotische omlijsting, verdeeld door montanten en bruggen, met een spitsvormige vensterkop met tracering en een rozet in de top. In de rozet zijn de symbolen van de vier evangelisten aangebracht. Links daaronder twee in elkaar grijpende handen met een bedelnap, het symbool van de geuzen, rechts het opschrift Psalmen Davids, dat verwijst naar Marnix Bijbelvertalingen. Daaronder een schip in de storm, met in een ster de naam van Christus. 
Centrale figuren in het venster zijn prins Willem (links) en Filips van Marnix van Sint-Aldegonde. Boven hen Marnix' lijfspreuk Repos allieurs (rust elders) en onder hun voeten de wapenschilden en de namen van beide mannen. Zij worden omgeven door de wapens van onder andere Rotterdam, Delft, Dordrecht, Brussel, Antwerpen en Leiden en de provincies Holland en Zeeland. In het paneel linksonder is het wapen van het Leids studentencorps geplaatst, rechtsonder het alliantiewapen van de  families Van Boetzelaer en Van Marnix. Het opschrift in het onderste deel van het venster luidt: 

GESTICHT TOT HULDE EN HERDENKING IN HET JAAR 1940

Het raam is rechtsonder gesigneerd met de namen van Rueter en Bogtman.

## Afbeeldingen

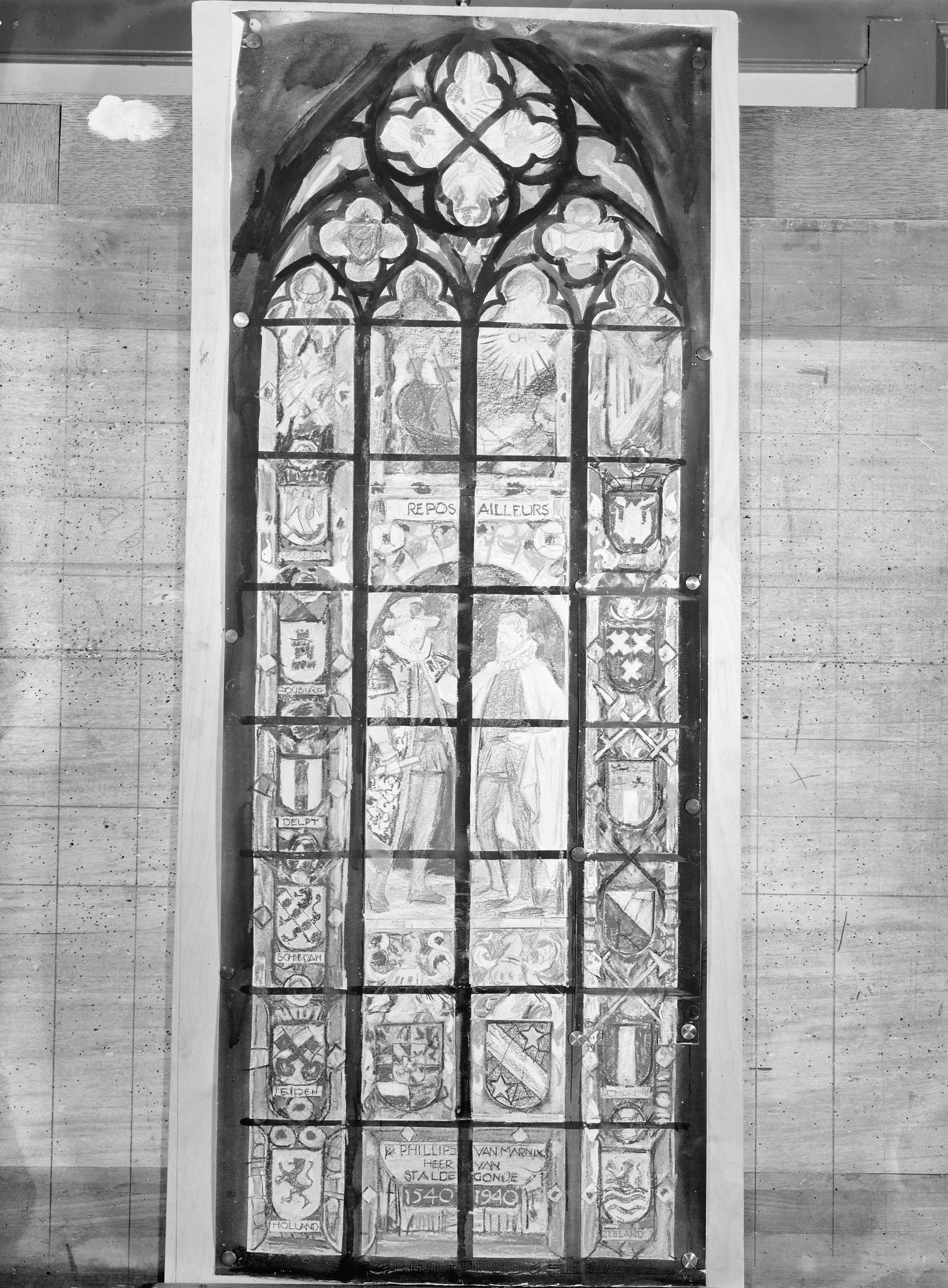
Ontwerp van Rueter
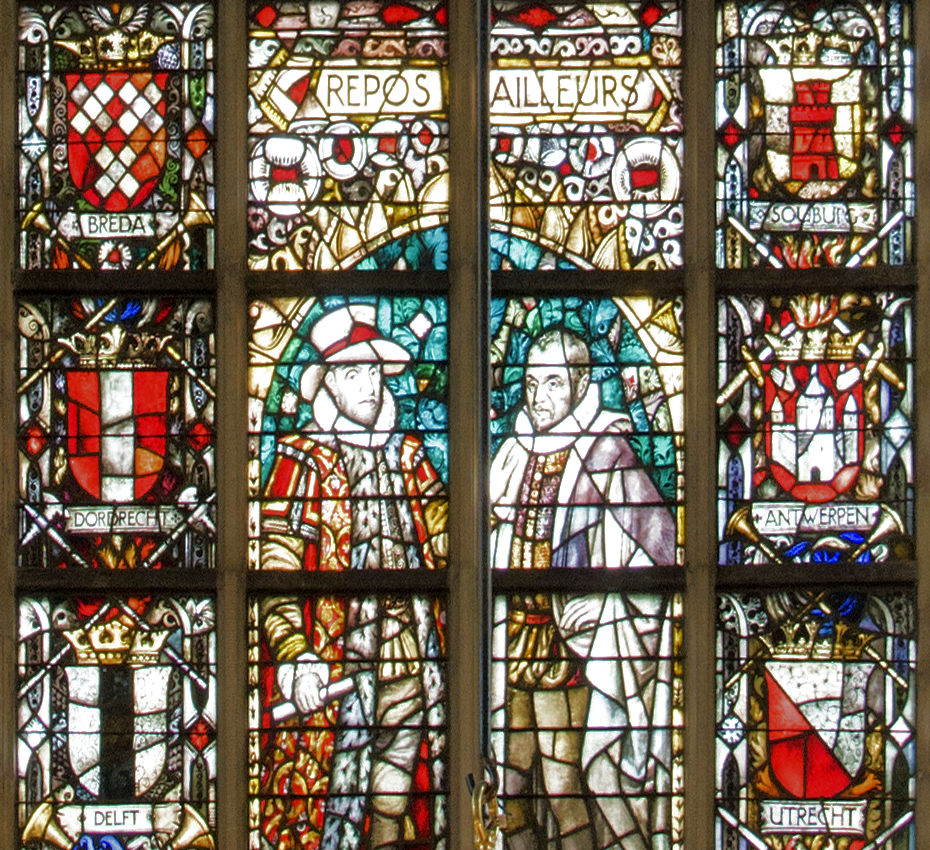
Detail met prins Willem en Marnix
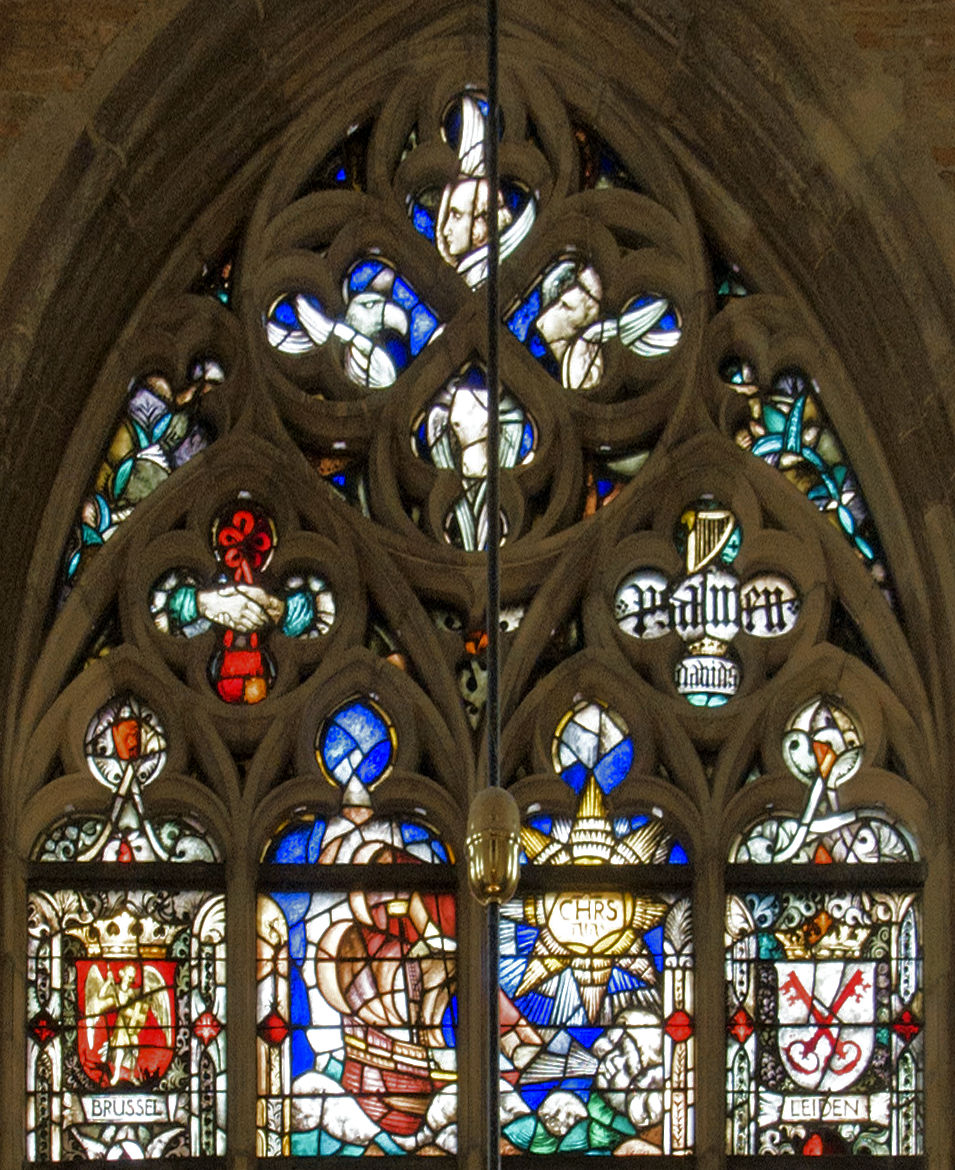
De vensterkop